# Arugisa
Arugisa es un género de lepidópteros perteneciente a la familia Noctuidae. Es originario de Norteamérica.

## Especies
- Arugisa latiorella (Walker, 1863) (syn: Arugisa watsoni Richards, 1941)
- Arugisa lutea (Smith, 1900)
- Arugisa punctalis (Barnes & McDunnough, 1916)